# Patio de los Arrayanes
El patio de los Arrayanes es el gran patio escenográfico perteneciente al Palacio de Comares de la Alhambra, situado en su centro, al este del patio del Cuarto Dorado y al oeste de la sala de Baños y patio de los Leones. A su alrededor se articulan una serie de estancias siendo las más importantes las destinadas a cuarto de trabajo del sultán (diwan) o sala del trono y de audiencias (situadas al norte del patio). El patio es rectangular de dimensiones bastante considerables y con un estanque o alberca en el centro rodeado de plantaciones de arrayanes (o mirtos). Se le conoce también con los nombres de patio de los Mirtos, patio de la Alberca y patio de Comares. Tiene su posible precedente en el antiguo Alcázar Seguir de la ciudad de Murcia, actualmente Monasterio de Santa Clara la Real, transición entre el arte almohade y nazarí.

## Descripción

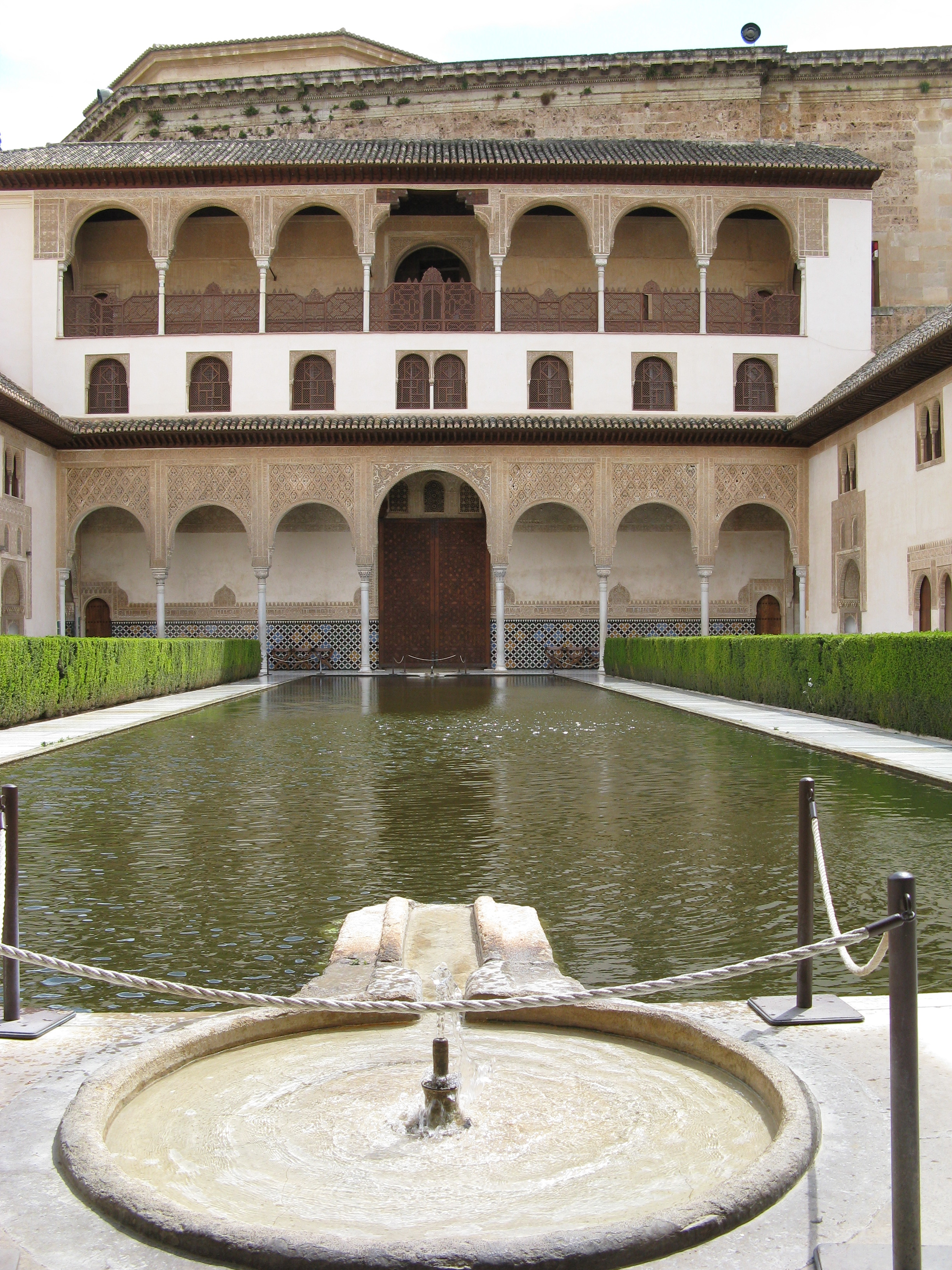
Estanque del patio de los Arrayanes; en primer término una de las fuentes que lo abastecen de agua.

En el centro se encuentra el estanque que mide 34 metros por 7,10 metros; se abastece de agua por medio de dos pilas de mármol situadas en cada extremo. Está enmarcado por unos pasillos pavimentados en mármol blanco, delimitados a su vez por la plantación de los mirtos o arrayanes bien recortados que forman como un seto, de un verde brillante que contrasta con el mármol y con el agua. Alrededor del estanque y los mirtos y por sus cuatro costados, hay un gran espacio que constituye el patio propiamente dicho, cuyo suelo es también de mármol blanco. En su origen estaba adornado también por naranjos silvestres de fruto amargo, según la descripción hecha por el embajador veneciano Andrea Navagiero que hizo una visita a la Alhambra en el siglo XVI.
El patio fue restaurado en el siglo XIX como tantos otros sitios de la Alhambra. El restaurador principal fue el académico arquitecto Rafael Contreras Muñoz (1826-1890). Uno de los cambios más espectaculares consistió en levantar el pavimento que estaba enlosado con lápidas procedentes de cementerios musulmanes, sustituyéndolas por un enlosado de mármol.
Al muro norte se abre primero una galería o pórtico abierto en cuyo centro hay una pequeña cúpula. En los extremos hay unas alcobas que se supone fueran de tertulia mientras esperaban la audiencia del sultán. En las paredes y por encima del zócalo de azulejos se escribieron poesías de Ibn Zamrak, ministro de Muhammad V, en alabanza de este sultán. Hay también dos nichos o tacas, esculpidos en mármol y adornados con azulejos, donde se colocaban jarrones con flores o lámparas de aceite. A lo largo de la galería hay un zócalo de azulejos realizados por Antonio Tenorio y el morisco Gaspar Hernández entre 1587 y 1599.
La galería del muro sur  está compuesta por tres arcos iguales y uno central más elevado. La recorre un zócalo de azulejos. Esta galería también recibe a sus visitantes con una leyenda:

La ayuda y la protección de Dios y una victoria espléndida para nuestro Señor Abu Abd' Allah, emir de los musulmanes

No se tiene mucha noticia sobre las dependencias que había en este lado. Fueron destruidas parcialmente para la construcción del palacio de Carlos V en el siglo XVI. Por encima de esta galería hay un corredor y sobre éste otra galería de seis arcos iguales y otro con dintel y zapatas de madera en el centro. Las celosías son del siglo XIX.
En el lado este del patio se abren distintas puertas que conducen a estancias privadas del sultán y su corte.

## La visita de Washington Irving

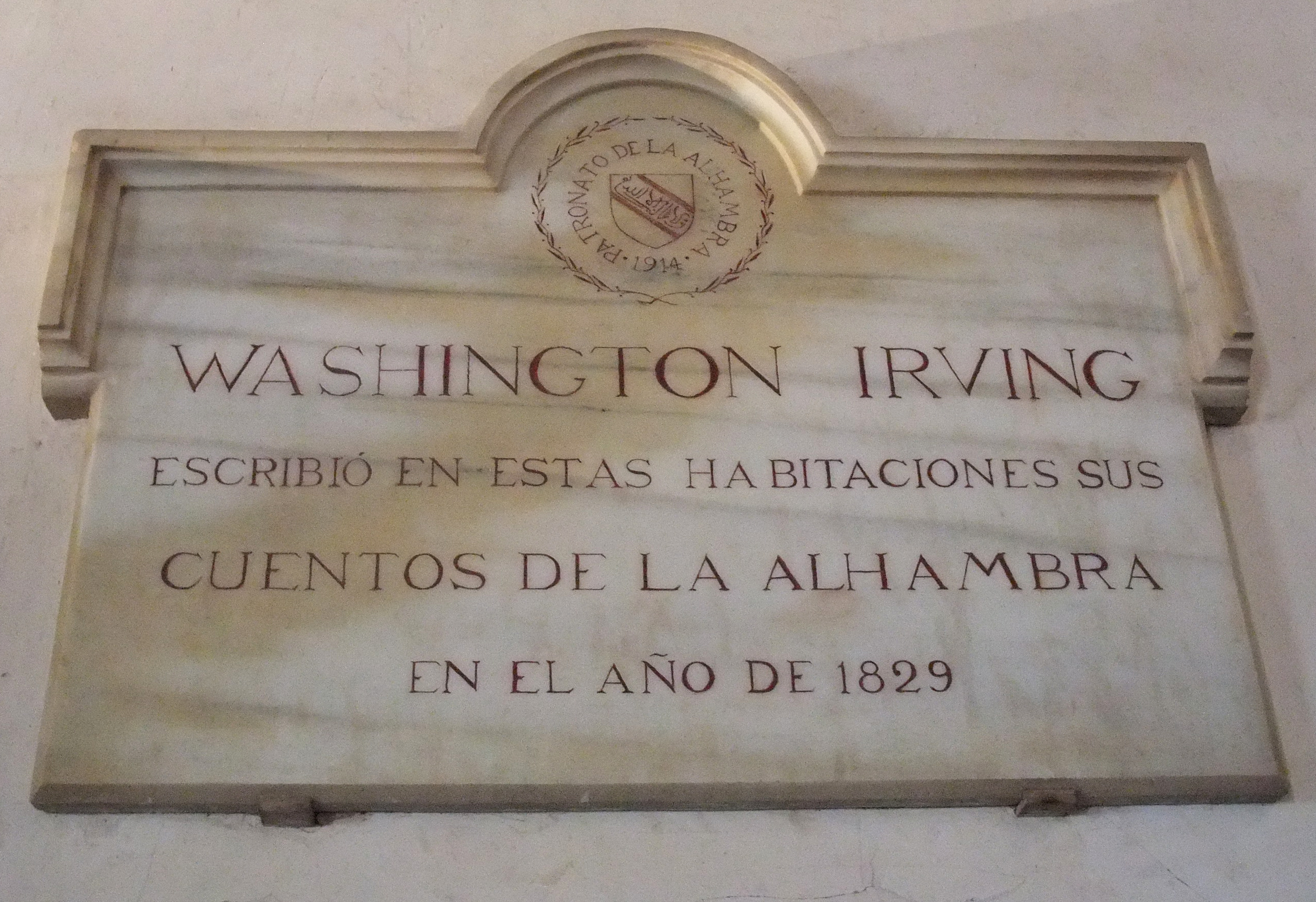
Placa conmemorativa de la estancia del escritor en el palacio de la Alhambra.

Cuando Washington Irving entró por primera vez en este patio se quedó impresionado por su belleza; lo describió como un inmenso espacio de unos 150 pies de longitud y más de 80 pies de anchura. Describió las galerías que se mostraban a ambos lados. Vio escudos en las cornisas y en otros lugares y escrituras árabes en relieves. En el centro se encontraba el inmenso estanque —según sus propias palabras— de 124 pies de longitud, 27 de anchura y 5 de profundidad, con agua que manaba de dos vasos de mármol. Vio en sus aguas una buena población de pececillos dorados. Lo bautizó con el nombre de patio de la Alberca. El estanque en aquel momento estaba rodeado de rosales.